# آمریکانا (فرهنگ)

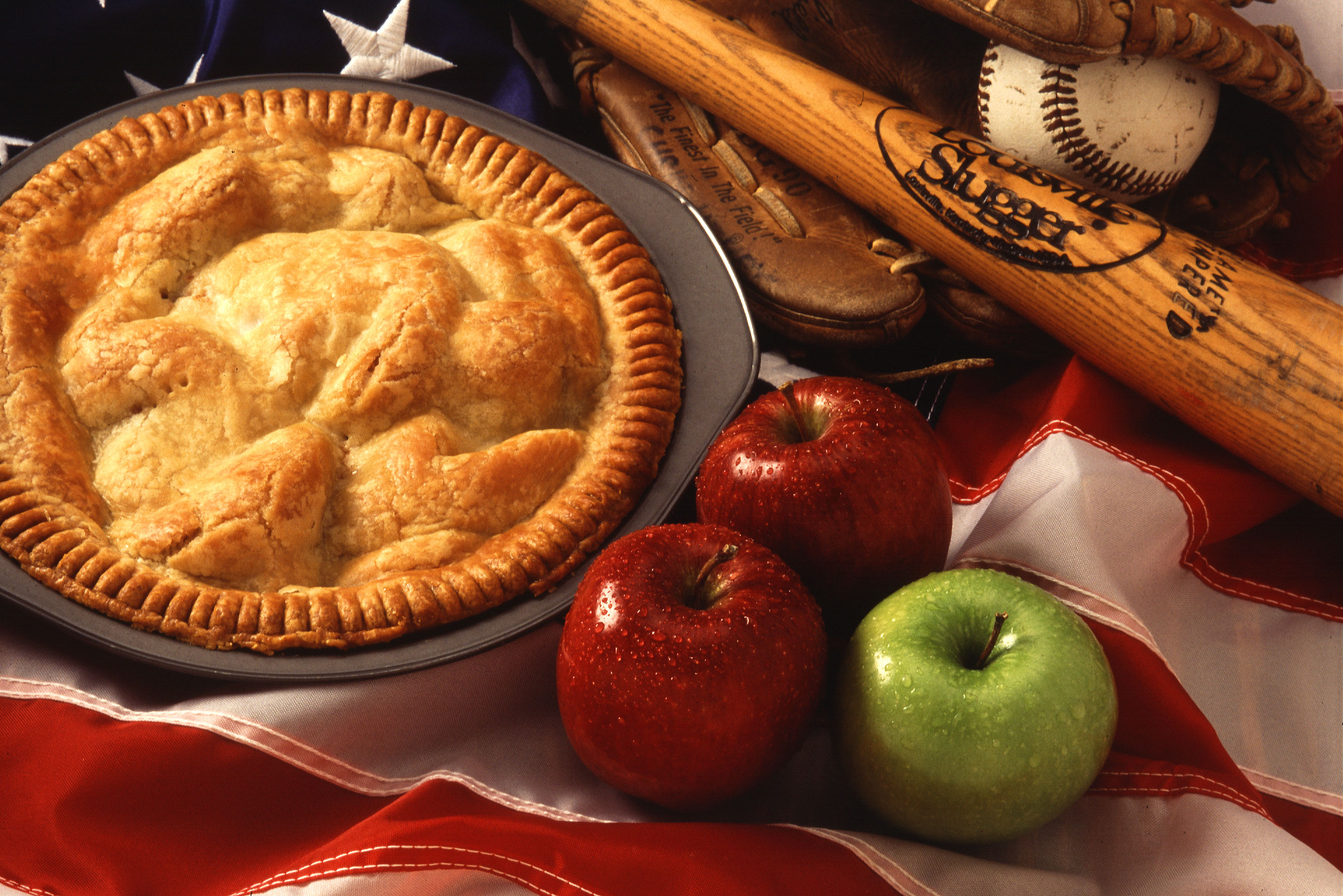
پای سیب، بیسبال و پرچم ایالات متحده سه نماد فرهنگی شناخته شده آمریکا هستند.

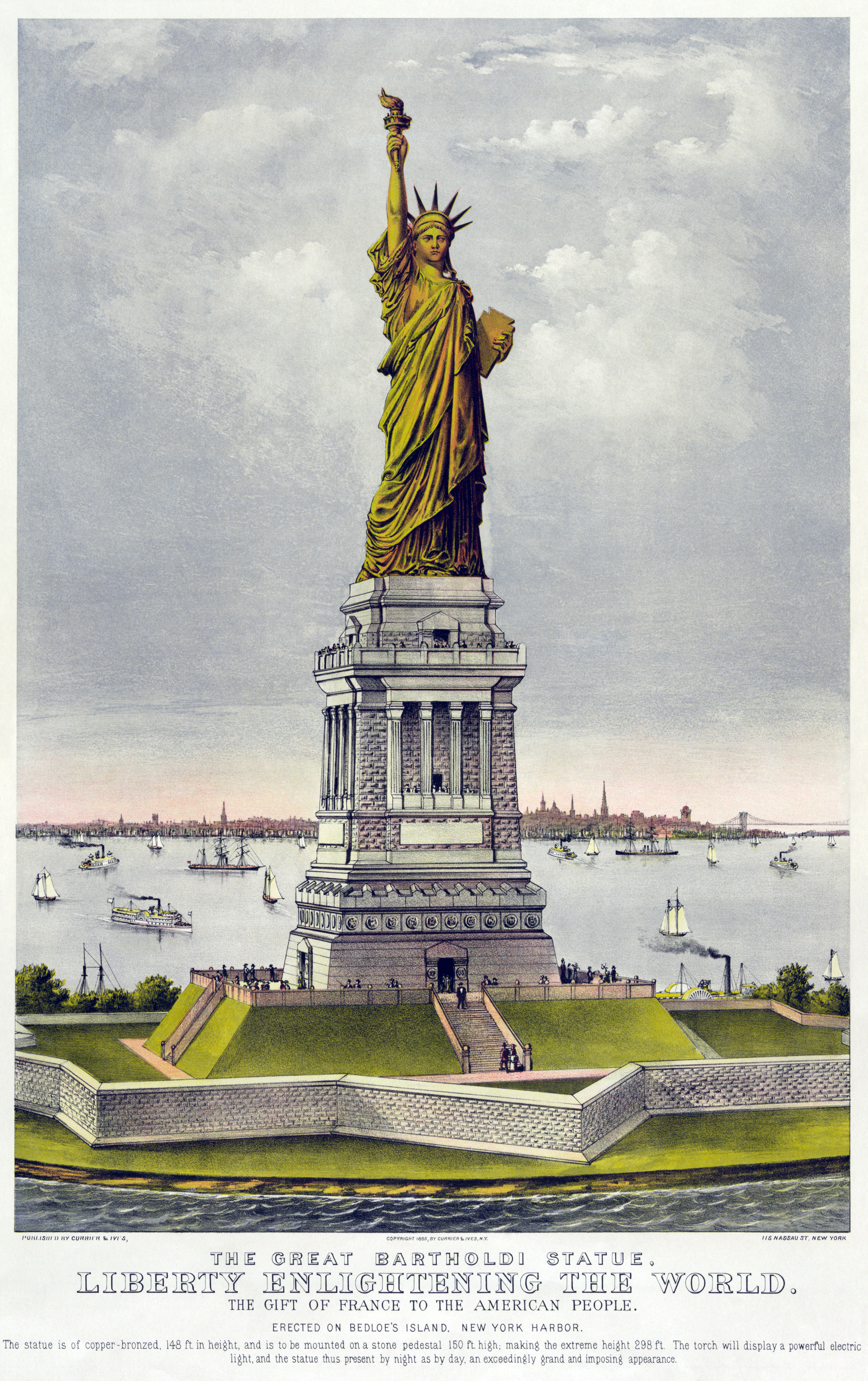
آزادی روشنگر جهان: مکان دیدنی مشهور نیویورک که در چاپی توسط کریر و ایوز به تصویر کشیده شده‌است.

اثر فرهنگی آمریکانا (به انگلیسی: Americana) مربوط به تاریخ، جغرافیا، فرهنگ عامه و میراث فرهنگی ایالات متحده آمریکا است. امریکانا هر مجموعه ای از مطالب و چیزهایی است که مربوط به ایالات متحده یا مردم آمریکا است و نماینده یا حتی کلیشه ای از فرهنگ آمریکایی به عنوان یک کل است.
آنچه که آمریکانا محسوب می‌شود و نیست، به شدت تحت تأثیر هویت ملی، بافت تاریخی، میهن‌پرستی و نوستالژی است. اخلاق یا باورها یا آرمان‌های راهنما که آمریکا را مشخص می‌کند، مانند رویای آمریکایی، محور این ایده است. امریکانا نه تنها اشیاء مادی را در بر می‌گیرد، بلکه افراد، مکان‌ها، مفاهیم و دوره‌های تاریخی را نیز در بر می‌گیرد که به‌طور عامه با فرهنگ آمریکایی شناخته می‌شوند.
نام آمریکانا همچنین به موسیقی آمریکانا اشاره دارد، سبکی از موسیقی معاصر که عناصر سبک‌های مختلف موسیقی آمریکایی، از جمله کانتری، ریشه راک، فولک، بلوگراس و بلوز را در بر می‌گیرد و در نتیجه صدایی متمایز از ریشه‌ها ایجاد می‌شود.

## مثل نوستالژی
از اواسط تا اواخر قرن بیستم، Americana تا حد زیادی به عنوان یک نوستالژی برای یک زندگی ایدئال در شهرهای کوچک و شهرهای ایالات متحده در اواخر قرن، تقریباً در دوره بین سال‌های ۱۸۸۰ و جنگ جهانی اول تصور شد. اعتقاد بر این بود که بسیاری از ساختار زندگی و فرهنگ آمریکایی قرن بیستم در آن زمان و مکان تثبیت شده‌است. هنری سیدل کانبی نویسنده آمریکایی نوشت:
این شهر کوچک، شهر کوچک است که میراث ماست. ما آمریکای قرن بیستم را از آن ساخته‌ایم، و برخی گزارش‌ها از این جوامع همان‌طور که بودند… ما به فرزندان و نوه‌های خود مدیونیم.
بسیاری از انواع مصنوعات فرهنگی در تعریف Americana قرار می‌گیرند: چیزهایی که درگیر هستند لازم نیست قدیمی باشند، بلکه معمولاً با برخی از عناصر اصلی تجربه آمریکایی مرتبط هستند. هر دوره از تاریخ ایالات متحده توسط تبلیغات و بازاریابی آن زمان منعکس می‌شود، و انواع مختلف عتیقه جات، اشیاء کلکسیونی، یادگاری‌ها و اقلام قدیمی از این دوره‌های زمانی نمونه ای از آنچه که عموماً آمریکایی تلقی می‌شود، هستند. آتلانتیک این اصطلاح را به‌عنوان «عامیانه‌ای برای آرامش بخش طبقه متوسط در فروشگاه عتیقه‌فروشی متوسط شما - چیزهایی مانند بالش‌های سوزن‌دار، دگرئوتیپ‌های جنگ داخلی و مجموعه‌های ظروف نقره‌ای حکاکی شده» توصیف کرد.
نوستالژی این دوره مبتنی بر یادآوری اعتماد به زندگی آمریکایی بود که در آن دوره به دلیل عواملی مانند این احساس که مرز سرانجام «تسخیر شده» بود، با اعلام اداره سرشماری ایالات متحده که «بسته شد» در سال ۱۸۹۰، و همچنین پیروزی اخیر در جنگ اسپانیا و آمریکا. در سال ۱۹۱۲، ایالات متحده به‌طور کامل از نظر سیاسی به هم پیوسته شد و ایده ملت به عنوان یک وحدت واحد و مستحکم می‌توانست شروع به کار کند.
همان‌طور که کانبی بیان کرد،
آمریکایی‌ها در آن زمان «واقعاً تمام آنچه را که در چهارم ژوئیه شنیده‌اند یا در کتاب‌خوان‌های مدرسه خوانده‌اند باور داشتند. اعلامیه استقلال، مانیفست سرنوشت آمریکا، لوله‌کشی جدید، رشد سیستم کارخانه، روزنامه صبح، و کلیسا اجتماعی بود. مال خودشان و همیشگی… آنها فقط کشوری را داشتند که می‌خواستند… و باور داشتند که همین‌طور خواهد بود، به جز وان‌های بیشتر و قطارهای سریعتر، برای همیشه… برای آخرین بار در خاطره زنده همه می‌دانستند. دقیقاً معنای آمریکایی بودن چیست.»
دان دلیلو، رمان‌نویس ایتالیایی-آمریکایی بزرگ شد و گفت:
تصادفی نیست که اولین رمان من آمریکانا نام داشت. این یک اعلامیه خصوصی استقلال بود، بیانیه ای از قصد من برای استفاده از کل تصویر، کل فرهنگ. آمریکا رؤیای مهاجر بود و هست و من به عنوان پسر دو مهاجر جذب این حس امکانی شدم که پدربزرگ و مادربزرگ و والدینم را به خود جلب کرده بود.— گفتگو با دان دلیلو
زرق و برق این دوره ایدئال شده در بخش خیابان اصلی پارک موضوعی دیزنی لند، ایالات متحده (که از زادگاه والت دیزنی در مارسلین، میسوری و خانه کودکی هارپر گاف در فورت کالینز، کلرادو الهام گرفته شده‌است) به تصویر کشیده شده‌است و همچنین موزیکال و فیلم مرد موسیقی و تورنتون وایلدر، شهر ما را به نمایش می‌گذارند. مؤسسات شهر کوچکی مانند آرایشگاه، داروخانه، فواره نوشابه و بستنی فروشی، به ویژه در آمریکانا نوستالژیک مورد احترام هستند. برخی از آنها در نهایت با نوستالژی اواسط قرن بیستم برای دوره زمانی در مشاغلی مانند زنجیره بستنی‌فروشی فارل، با موضوع دهه ۱۸۹۰ احیا شدند.

## مثال‌ها

### نمادهای فرهنگی
- فوتبال آمریکایی[۱۳]
- بیسبال[۱۴]
- شلوار جین آبی[۱۵]
- کابوی
- پرچم ایالات متحده[۱۵]
- چهارم ژوئیه[۱۶]
- کوه راشمور[۱۷]
- مسیر 66[۱۸]
- شهر کوچک[۱۵]
- تندیس آزادی[۱۶]
- احیای چادر[۱۹]
- روز شکرگزاری[۱۳]
- حصار سفید[۲۰][۱۵]
- غرب وحشی[۱۵]

### غذا
- پای سیب[۱۴]
- باربیکیو[۲۱]
- آدامس بادکنکی[۲۲]
- بوفالو وینگ[۲۳]
- همبرگر[۲۴]
- هات‌داگ[۱۴]
- مرغ سوخاری[۲۵]
- میلک‌شیک[۲۶]
- پیتزا به سبک آمریکایی[۲۳]

### موسیقی
- بلوز[۲۷]
- موسیقی کانتری
- جاز[۲۷]
- راک اند رول[۱۵]
- " پرچم پرستاره "[۱۶]

### لباس و مد
- شلوار جین آبی[۲۸]
- تی‌شرت
- کلاه کابوی
- کاپشن موتور سیکلت[۲۸]
- کت جین[۲۸]
- چکمه‌های کابوی
- لباس کار[۲۸]
- آمادگی کالج
- پیراهن غربی

### نام‌های تجاری
- بادویزر
- شورلت[۱۴]
- کوکا کولا[۲۹][۳۰][۱۵]
- فورد
- هارلی-دیویدسن
- جک دنیلز
- جیم بیم
- شلوار جین آبی لیوایز، به خصوص لیوایز 501s[۳۰][۲۸][۱۵]
- مارلبرو
- نایکی

### مفاهیم مشابه
- استرالیایی، برای اثر فرهنگی از استرالیا
- کانادایی، برای مصنوعات فرهنگی از کانادا
- نوستالژی کمونیستی، مفهومی مشابه در کشورهای کمونیستی سابق یا فعلی
- فلوریدیانا، مصنوعات مربوط به ایالت فلوریدا.
- هاوایی، مصنوعات فرهنگی بومی هاوایی از ایالت هاوایی ایالات متحده.
- کیویانا، برای مصنوعات فرهنگی نیوزلند
- Ostalgie، مفهومی مشابه در آلمان شرقی
- نوستالژی PRL، مفهومی مشابه در لهستان
- رودزیانا، مفهومی مشابه در زیمبابوه مربوط به اقلام ساخته شده در دوران استعماری آن (رودزیا)
- نوستالژی شوروی، مفهومی مشابه در اتحاد جماهیر شوروی سابق
- یوگونوستالژی، مفهومی مشابه در کشورهای یوگسلاوی سابق